# Белен-ди-Сан-Франсиску
Белен-ди-Сан-Франсиску (порт. Belém de São Francisco) — муниципалитет в Бразилии, входит в штат Пернамбуку. Составная часть мезорегиона Сан-Франсиску-Пернамбукану. Входит в экономико-статистический микрорегион Итапарика. Население составляет 18 458 человек на 2007 год. Занимает площадь 1830,81 км². Плотность населения — 11 чел./км².
Праздник города — 7 мая.

## История
Город основан в 1928 году.

## Статистика
- Валовой внутренний продукт на 2005 год составляет 64 483 реалов (данные: Бразильский институт географии и статистики).
- Валовой внутренний продукт на душу населения на 2005 год составляет 3493 реалов (данные: Бразильский институт географии и статистики).
- Индекс развития человеческого потенциала на 2000 год составляет 0,669 (данные: Программа развития ООН).

## География
В соответствии с классификацией Кёппена, климат относится к категории BShW.